# Anatolij Petrovič Dněprov
Anatolij Petrovič Dněprov (rusky Анатолий Петрович Днепров), vlastním jménem Anatolij Petrovič Mickevič (rusky  Анатолий Петрович Мицкевич) (17. listopadu 1919, Sičeslav, dnes Dnipro, Ukrajina – 7. října 1975, Moskva) byl ruský sovětský spisovatel vědeckofantastické literatury původem z Ukrajiny.

## Život
Narodil se v ukrajinském Dněpropetrovsku (podle tohoto města si zvolil svůj pseudonym). Roku 1941 vystudoval matematicko-fyzikální fakultu Moskevské státní univerzity. V prvních dnech Velké vlastenecké války odešel do armády jako dobrovolník, sloužil jako důstojník sovětské vojenské zpravodajské služby, dosáhl hodnosti plukovníka a obdržel Řád Vlastenecké války.
Po válce působil v Sovětské akademii věd, zabýval se vědeckou žurnalistikou a pracoval jako vědecký redaktor časopisu Technika mládeži (Техника молодёжи). Od roku 1949 byl členem Komunistické strany Sovětského svazu, roku 1952 získal vědeckou hodnost kandidáta věd. Roku 1958 debutoval vědeckofantastickou povídkou Кораблекрушение (Ztroskotání), o dva roky později vyšla jeho první kniha, sbírka povídek Уравнение Максвелла (Maxvellovy rovnice). Náměty pro své povídky a novely, které se vyznačují silným satirickým zaměřením, čerpal především z oboru kybernetiky a brzy se stal předním představitelem ruské satirické science-fiction.

## Dílo

### Sbírky vědeckofantastických povídek a novel
- Уравнение Максвелла (1960, Maxvellovy rovnice),
- Мир, в котором я исчез (1962, Svět, v němž jsem měl zmizet),
- Формула бессмертия (1963, Vzorec nesmrtelnosti), rozšířeno 1972
- Пурпурная мумия (1965, Purpurová mumie)
- Пророки (1971, Proroci).
- Глиняный бог (2003, Hliněný bůh), souborné vydání povídek a novel.

### Publicistika (výběr)
- Гробы во вселенной (1961, Rakve ve vesmíru), vědeckofantastické povídky amerických spisovatelů.
- Научная фантастика – что это такое? (1962, Vědecká fantastika – co to je?).
- Где начинается фантастика? (1963, Kde začíná fantastika?).
- Роботы – что они могут?(1963, Co mohou roboti?).
- Тропы в незнаемое (1964, Cesty do neznáma).
- На перекрестках фантастики (1964, Na křižovatkách fantastiky).
- Человек и его будущее (1968, Člověk a jeho budoucnost).

## Filmové adaptace
- Krabi (1976), animovaný krátkometrážní český film podle povídky Krabi na ostrově, režie Václav Mergl

## Česká vydání
- Purpurová mumie (1961, Пурпурная мумияú), Věda a technika mládeži, 15. ročník (1961), číslo 22-25.
- Krabi na ostrově (1958, Крабы идут по острову), vyšlo v antologii Povídky z vesmíru (Svět sovětů, Praha 1961, přeložil Jaroslav Piskáček) a v antologii Chlapík z pekla (Albatros, Praha 1986, přeložila Miroslava Genčiová).
- Samuela (1958, Суэма), vyšlo v antologii Povídky z vesmíru (Svět sovětů, Praha 1961, přeložil Jaroslav Piskáček) a v antologii Napříč nekonečnem (SNDK, Praha 1963, přeložil Jaroslav Piskáček).
- Maxwellovy rovnice (1960, Уравнение Максвелла), vyšlo v antologii Druhé povídky z vesmíru (Svět sovětů, Praha 1962, přeložil Jaroslav Piskáček). Podle této literární předlohy natočila brněnská rocková skupina Progres 2 v lednu 1983 rockovou operu Mozek s jedenácti skladbami.
- Pruhovaný Bob (1961, Полосатый Боб), vyšlo v antologii Třetí povídky z vesmíru (Svět sovětů, Praha 1963, přeložil Jaroslav Piskáček.
- Hrdinský čin (1962, Подвиг), Věda a technika mládeži, 17. ročník (1963), číslo 14-15, přeložil Jiří Moravec.
- Hliněný bůh (1963, Глиняный бог), Svět sovětů, Praha 1964, přeložil Josef Týč, rozsáhlejší politická satira na fašismus líčící úsilí německého vědce vytvořit křemíkové bytosti, které by se jako myslící automaty staly ideálními vojáky v příští válce.
- Stroj ER-1 (1959, Машина «ЭС», модель N-1), vyšlo v antologii Napříč nekonečnem SNDK, Praha 1963.
- Faktor času (1961, Фактор времени), Věda a technika mládeži, 19. ročník (1965), číslo 20-23.
- Svět, v němž jsem měl zmizet (1961, Мир, в котором я исчез), Věda a technika mládeži, 21. ročník (1967), číslo 22-24, přeložila Jaromíra Kryslová.
- Rozhovor s dopravním strážníkem (1964, Интервью с регулировщиком уличного движения), Revue Smaragd 1969, číslo 1, přeložil Jiří Barbaš.
- Zpětný růst (1970, Смешной баобаб), Čtení 1980, číslo 4, také jako Život nazpátek, Čtení 1989, číslo 11.
- Rozhovor se stínem (1963, Разговор с чужой тенью), Věda a život, 1982, číslo 11.
- Okno do antisvěta (1962, Лицом к стене), časopis Interpress, ročenka 1987, číslo 1.
- Vzorec nesmrtelnosti (1962, Формула бессмертия), časopis Interpress, ročenka 1987, číslo 4.